# Kolari kyrkoby
För andra betydelser, se Kolari.
Kolari kyrkoby är en tätort och centralort i Kolari kommun i landskapet Lappland i Finland. Vid tätortsavgränsningen 31 december 2014 hade Kolari kyrkoby 1 144 invånare.
Byn ligger vid Torne älv, med Pajala kommun på svenska sidan.
I norra delen av Kolari finns en järnvägsstation som är slutstationen på Kolaribanan som startar i Torneå järnvägsstation.

## Befolkningsutveckling
| Befolkningsutvecklingen i Kolari kyrkoby 1960–2014 | Befolkningsutvecklingen i Kolari kyrkoby 1960–2014 | Befolkningsutvecklingen i Kolari kyrkoby 1960–2014 | Befolkningsutvecklingen i Kolari kyrkoby 1960–2014 | Befolkningsutvecklingen i Kolari kyrkoby 1960–2014 |
| -------------------------------------------------- | -------------------------------------------------- | -------------------------------------------------- | -------------------------------------------------- | -------------------------------------------------- |
|                                                    |                                                    |                                                    |                                                    |                                                    |
| År                                                 |                                                    |                                                    | Folkmängd                                          | Landareal (km²)                                    |
| 1960                                               | 1960                                               |                                                    | 451                                                | 2,45                                               |
| 1970                                               | 1970                                               |                                                    | 421                                                | 2,70                                               |
| 1980                                               | 1980                                               |                                                    | 1 434                                              | 6,8                                                |
| 1990                                               | 1990                                               |                                                    | 1 469                                              | 4,27                                               |
| 1995                                               | 1995                                               |                                                    | 1 376                                              | 4,52                                               |
| 2000                                               | 2000                                               |                                                    | 1 256                                              | 5,02                                               |
| 2005                                               | 2005                                               |                                                    | 1 232                                              | 3,90                                               |
| 2010                                               | 2010                                               |                                                    | 1 174                                              | 3,69                                               |
| 2011                                               | 2011                                               |                                                    | 1 193                                              | 3,90                                               |
| 2012                                               | 2012                                               |                                                    | 1 189                                              | 3,90                                               |
| 2013                                               | 2013                                               |                                                    | 1 166                                              | 3,72                                               |
| 2014                                               | 2014                                               |                                                    | 1 144                                              | 3,79                                               |